# Wantilan

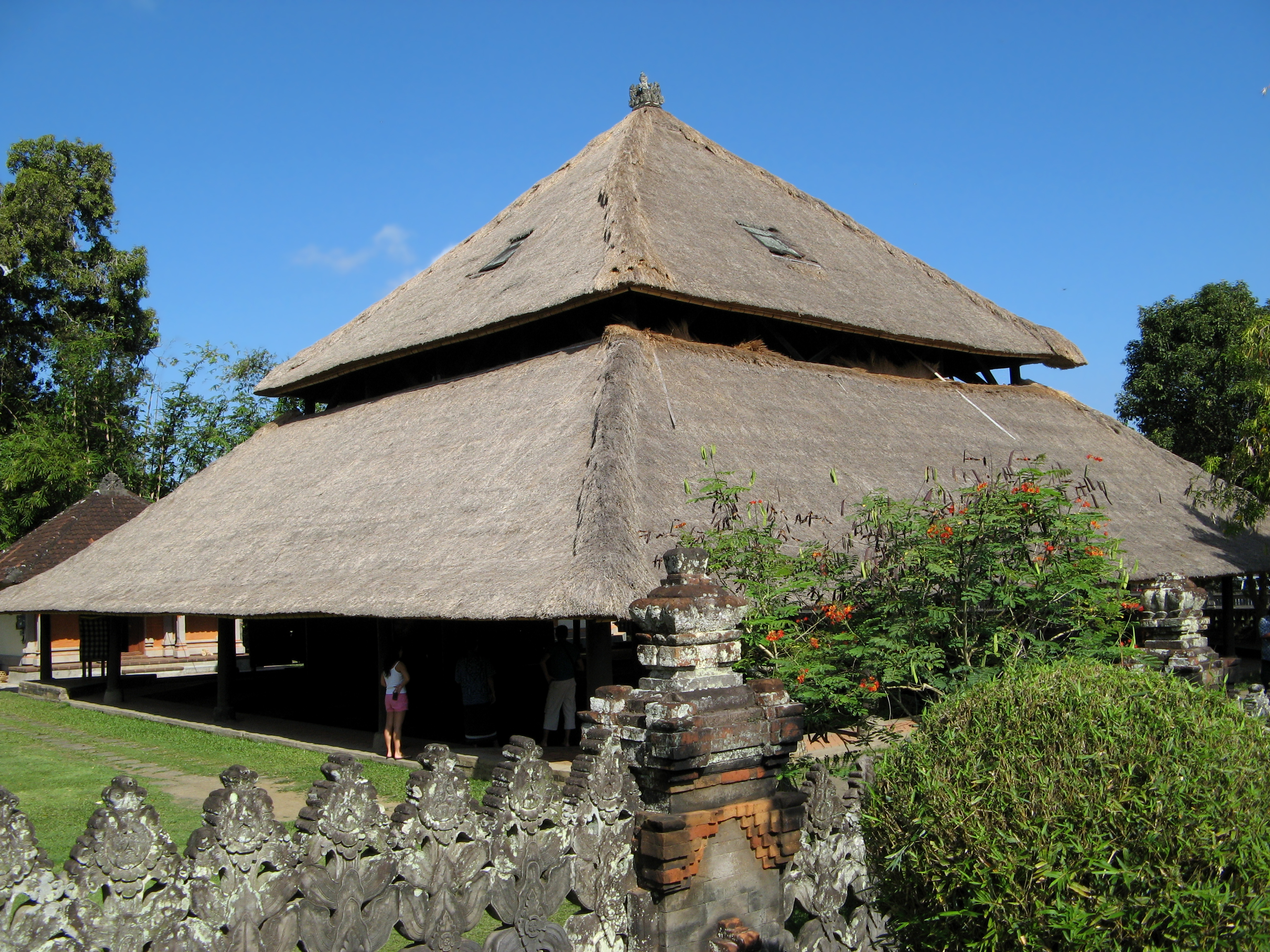
Um Wantilan no Pura Taman Ayun, com uma área central rebaixada para um palco usado para realizar uma cerimônia de luta de galos.

Um wantilan é um pavilhão balinês (bale) usado para atividades que envolvam grandes multidões. Um wantilan é o maior bale na arquitetura balinesa. Um wantilan é basicamente um grande salão sem paredes colocado sob um grande telhado de várias camadas. Um wantilan como um edifício público é geralmente localizado na praça principal de uma vila ou na junção principal e funcionava como um salão aberto para realizar grandes atividades comunitárias, como salas de reuniões ou uma apresentação pública de gamelão. Um wantilan é também um edifício religioso, uma parte integrante dos templos balineses usados para realizar a cerimônia de luta de galos balinesa (tajen balinês).

## Forma
O wantilan é um imponente pavilhão construído sobre um plinto baixo e coberto com dois ou três telhados piramidais em camadas. O espaço de um wantilan é geralmente de um simples piso plano, às vezes com um palco do outro lado, onde danças gamelãs ou tradicionais podem ser executadas. Às vezes, o piso é projetado como um anfiteatro retangular de frente para um palco central elevado, esse tipo de wantilan é geralmente usado para realizar uma cerimônia de briga de galos. Um wantilan é normalmente encontrado no centro de uma aldeia balinesa (uso público) ou no pátio externo de um complexo de templo balinês (uso religioso).

## Uso
Um wantilan é usado para grandes atividades comunitárias, como por exemplo reuniões comunitárias, que são realizadas simplesmente com pessoas sentadas no chão. Atualmente,  nos tempos modernos, um wantilan é usado para atividades que envolvem esportes, performances artísticas, aulas de dança tradicional, ou mesmo para realizar um seminário ou como um refeitório de um restaurante.
Um wantilan é uma parte integrante de um templo balinês. Em um complexo de templo balinês, o wantilan é normalmente colocado na parte chamada de jaba (mais externa) do complexo do templo, próximo ao portal do candi bentar.